# Шевцов, Иван Андреевич
Иван Андреевич Шевцов (3 ноября 1919, Новомосковский район — 17 мая 2008, Москва) — советский военачальник. Командующий 31-й ракетной армией (1970—1979), генерал-полковник, Герой Советского Союза (1943).

## Биография

Памятник на Троекуровском кладбище

Родился в крестьянской семье. Окончил 7 классов начальной школы, затем работал слесарем на Днепропетровском заводе имени Карла Либкнехта.
С 1939 года в Красной Армии. В 1941 году окончил 1-е Ульяновское дважды Краснознамённое танковое училище имени В. И. Ленина. С мая 1942 года на фронтах Великой Отечественной войны. Начиная с 1943 года, член ВКП(б) (КПСС). Участвовал в боевых операциях на Западном, Центральном и 1-м Белорусском фронтах.
Старший лейтенант Иван Шевцов — командир танковой роты 142-го танкового батальона (95-я танковая бригада, 9-й танковый корпус, Центральный фронт) отличился в ходе Курской битвы.
15 июля 1943 года во главе своего танкового подразделения и во взаимодействии с пехотой старший лейтенант Шевцов И. А. в числе первых ворвался на железнодорожную станцию «Малоархангельск» в Орловской области и в течение пяти часов удерживал её, нанеся противнику значительный урон в живой силе и боевой технике. В этом бою Шевцов И. А. был ранен. Указом Президиума Верховного Совета СССР от 27 августа 1943 года старшему лейтенанту Шевцову Ивану Андреевичу присвоено звание Героя Советского Союза с вручением ордена Ленина и медали «Золотая Звезда» (№ 1708).
В течение 1943 и 1944 годов он отважно дрался с врагом в районе города Нежина, форсировал Днепр, участвовал в освобождении Белоруссии. 142-й танковый батальон, командиром которого он стал, захватил переправу через реку Березину восточнее Бобруйска и первым захлопнул крышку Бобруйского котла, в который попали пять пехотных и одна танковая дивизии противника. Освобождал Шевцов и Минск. Закончил Иван войну в Польше, близ города Радом, на Пулавском плацдарме, в звании майора. В многочисленных боях и сражениях он был дважды ранен, тяжело контужен, шесть раз горел в танке. В декабре 1944-го на 1-м Белорусском фронте наступила оперативная пауза. Именно в это время Шевцову предложили поехать на учёбу в Военную академию бронетанковых и механизированных войск.
В 1948 году Шевцов И. А. окончил Военную академию бронетанковых и механизированных войск Советской Армии имени И. В. Сталина, а в 1956 году — Высшую военную академию имени К. Е. Ворошилова. Командир танкового батальона, начальником штаба танкового полка, начальник оперативного отделения танковой дивизии, заместитель командира танковой дивизии, командир 28-й танковой дивизии. Генерал-майор танковых войск (9.05.1961).
С 1961 года И. А. Шевцов проходит службу в Ракетных войсках стратегического назначения СССР (РВСН). Занимает должность заместителя командира отдельного ракетного корпуса, с 1965 по 1970 год — командир 9-го отдельного ракетного корпуса (Хабаровск).
С 1970 по 1979 год — командующий 31-й ракетной армией (Оренбург).
С 1979 года — начальник факультета специального вооружения Военной академии имени Ф. Э. Дзержинского (ныне — Военная академия РВСН имени Петра Великого).
С 1983 года в отставке.
В 1983 году поступил на работу в «Конструкторское бюро транспортно-химического машиностроения» (сегодня, ФГУП КБ ТХМ входит во ФГУП «ЦЭНКИ»).
Жил в Москве. Скончался 17 мая 2008 года на 89-м году жизни. Похоронен на Троекуровском кладбище в Москве.

## Награды
- Медаль «Золотая Звезда» № 1708 Героя Советского Союза (27.08.1943);
- два ордена Ленина;
- орден Октябрьской Революции;
- орден Красного Знамени;
- орден Суворова III степени;
- орден Александра Невского;
- орден Отечественной войны I степени;
- орден Трудового Красного Знамени;
- орден Красной Звезды;
- медали СССР.